# Sites mégalithiques de la Corrèze
Cet article présente la liste des sites mégalithiques de la Corrèze, en France.

## Répartition géographique
| \| Tulle \| Répartition géographique des mégalithes. · : dolmen - : menhir |
| Tulle                                                                      |

## Inventaire
| Monument                        | Commune                | Remarque                              | Protection        | Coordonnées                 | Illustration |
| ------------------------------- | ---------------------- | ------------------------------------- | ----------------- | --------------------------- | ------------ |
| Dolmen de Teillol               | Albussac               |                                       |                   |                             |              |
| Dolmen de la Borderie           | Altillac               |                                       |                   |                             |              |
| Grave de Roland                 | Argentat               |                                       | Classé MH (1889)  | 45° 05′ 36″ N, 1° 55′ 42″ E |              |
| Cromlech du Puy de Pauliac      | Aubazines              |                                       | Classé MH (1889)  | 45° 11′ 05″ N, 1° 40′ 59″ E |              |
| Dolmen de Rochesseux            | Aubazines              |                                       |                   | 45° 10′ 40″ N, 1° 40′ 48″ E |              |
| Peyre Quillade                  | Auriac                 |                                       |                   | 45° 12′ 05″ N, 2° 06′ 32″ E |              |
| Cabane de la Fée                | Beynat                 | autre nom Dolmen de Brugeilles        | Classé MH (1910)  | 45° 08′ 47″ N, 1° 42′ 42″ E |              |
| Menhir de Puy de Noix           | Beynat                 |                                       |                   |                             |              |
| Peyro-Quillado                  | Beynat                 | dolmen                                | détruit           |                             |              |
| Dolmen de la Boissière          | Beyssenac              |                                       | détruit           |                             |              |
| Menhir du Bourg                 | Bonnefond              |                                       |                   | 45° 31′ 51″ N, 1° 58′ 59″ E |              |
| Menhir du Pilar,                | Bonnefond              |                                       |                   | 45° 31′ 23″ N, 1° 59′ 30″ E |              |
| Dolmen de Mazajoux              | Chartrier-Ferrière     |                                       | détruit           |                             |              |
| Dolmen de Chaleix               | Condat-sur-Ganaveix    |                                       |                   |                             |              |
| Dolmen de Bouysse               | Corrèze                |                                       | détruit           |                             |              |
| Peyro-Quillado                  | Davignac               | menhir                                |                   |                             |              |
| Menhir de Bolle Grande          | Égletons               |                                       |                   |                             |              |
| Menhir de la Trappe             | Égletons               |                                       |                   |                             |              |
| Maison du Loup                  | Espartignac            | dolmen                                | Classé MH (1989)  | 45° 25′ 21″ N, 1° 35′ 39″ E |              |
| Dolmen d'Estivaux               | Estivaux               |                                       |                   | 45° 18′ 49″ N, 1° 29′ 54″ E |              |
| Dolmen de Peyrelevade           | Estivaux               |                                       | ruiné             | 45° 18′ 43″ N, 1° 29′ 57″ E |              |
| Menhir du Pialou                | Eygurande              |                                       |                   |                             |              |
| Dolmen de Brasseix              | Feyt                   |                                       | détruit           |                             |              |
| Dolmen de Combe Fosse           | Jugeals-Nazareth       |                                       | ruiné             |                             |              |
| Menhir de la Fontaine l'Hermite | Lagraulière            |                                       |                   |                             |              |
| Menhir de la Martinie           | Lagraulière            |                                       |                   |                             |              |
| Menhir de la Peyrefade          | Lamazière-Basse        |                                       |                   | 45° 23′ 02″ N, 2° 09′ 00″ E |              |
| Dolmen de Peyro-Coupeliero      | Lamazière-Haute        |                                       | Inscrit MH (1976) | 45° 40′ 03″ N, 2° 23′ 33″ E |              |
| Dolmen des Besses               | Laroche-près-Feyt      |                                       |                   | 45° 43′ 03″ N, 2° 30′ 05″ E |              |
| Dolmen de Marly                 | Margerides             |                                       | détruit           |                             |              |
| Croix du Cardaire               | Moustier-Ventadour     | menhir christianisé                   |                   | 45° 21′ 42″ N, 2° 06′ 03″ E |              |
| Dolmen du Puy de Nègre-Puech,   | Nespouls               |                                       | ruiné             |                             |              |
| Dolmen du Puy de la Ramière     | Noailhac               |                                       |                   | 45° 05′ 15″ N, 1° 37′ 17″ E |              |
| Dolmen de la Route Vieille      | Noailles               |                                       |                   |                             |              |
| Menhir de Barsanges             | Pérols-sur-Vézère      |                                       |                   |                             |              |
| Menhir de Ganes                 | Pérols-sur-Vézère      |                                       |                   |                             |              |
| Menhir de Chauzeix              | Saint-Augustin         |                                       |                   | 45° 26′ 57″ N, 1° 49′ 05″ E |              |
| Dolmen de Chaleil               | Saint-Cernin-de-Larche |                                       |                   | 45° 05′ 27″ N, 1° 24′ 27″ E |              |
| Dolmen de la Chassagne          | Saint-Cernin-de-Larche |                                       | Inscrit MH (1988) | 45° 04′ 53″ N, 1° 25′ 12″ E |              |
| Dolmen de la Palein             | Saint-Cernin-de-Larche |                                       | Classé MH (1910)  | 45° 05′ 00″ N, 1° 24′ 49″ E |              |
| Dolmen de l'Homme Mort          | Saint-Cernin-de-Larche |                                       |                   |                             |              |
| Dolmen du Petit Pied,           | Saint-Cernin-de-Larche |                                       |                   | 45° 05′ 32″ N, 1° 24′ 22″ E |              |
| Dolmen de Clairfage             | Sainte-Fortunade       |                                       | détruit           |                             |              |
| Dolmen de la Vernouille         | Saint-Ybard            |                                       | détruit           |                             |              |
| Peyre-Levade                    | Sérilhac               |                                       | ruiné             |                             |              |
| Dolmen de la Maison-des-Gardes  | Turenne                | coffre mégalithique découvert en 1987 |                   |                             |              |